# 努庫萊萊環礁
努庫萊萊環礁是南太平洋島國圖瓦盧的環礁，位於富納富提東南約110公里，由15個島嶼組成，長11公里、寬4公里，面積1.8平方公里，2002年人口393。